# 大科梅舒瓦哈
49°6′29″N 36°59′22″E / 49.10806°N 36.98944°E
大科梅舒瓦哈（烏克蘭語：Велика Комишуваха）是位於烏克蘭東部的村莊，由哈爾科夫州伊久姆區的巴爾溫科韋市鎮負責管轄。該村始建於1760年，面積1.2平方公里，海拔高度92米，2001年人口882，人口密度每平方公里735人。